# Jacques de Gunzbourg
Gabriel Jacob, baron de Günzburg, dit Jacques de Gunzbourg (15 novembre 1853 à Kamianets-Podilskyï - 28 janvier 1929 dans le 16e arrondissement de Paris) est un homme d'affaires et banquier français d'origine russe.
Il est le père de Nicolas de Gunzburg.

## Biographie
Petit-fils de Joseph de Günzburg, Jacques est le fils d'Alexandre, 2e baron de Gunzburg (1831-1878), et de Rosalie Ettinger (1829-1897) ; le couple eut un autre fils, Michael de Gunzburg (1851-1921).
Ex-lieutenant de l'armée russe, Jacques de Gunzbourg est implanté à Saint-Pétersbourg, ses frères Horace et Joseph le représentant à Paris, où ils ont créé leur propre maison de banque en 1867. Il a créé la compagnie d'assurances Rossia avec Hermann Raffalovich, originaire d'Odessa et père d'Arthur Raffalovich, qui fuit les pogroms en Russie en 1881 pour s'installer en France. Tous deux sont parmi les premiers souscripteurs des actions de la Banque franco-égyptienne.
Jacques de Gunzbourg fait ainsi partie de ce nombre restreint d'industriels, de banquiers et d'entrepreneurs juifs assimilés, qui au cours de la deuxième révolution industrielle, purent, en Europe, développer d'importantes affaires. Avec Harald Hoskier, d’origine danoise et installé lui aussi à Saint-Pétersbourg, à partir des années 1880, il anime la petite filière de diasporas germano-baltiques, qui joue un rôle important au moment du lancement des premiers grands emprunts russes, grâce à un rôle d'intermédiaires habiles et souvent nécessaires pour accéder à des affaires russes « dépendant du bon vouloir de la Cour de Saint-Pétersbourg tout en étant partie prenante des marchandages entre groupes d’influence allemands, britanniques et français en Russie ».
À partir de janvier 1895, grâce à lui, de nombreuses mines sud-africaines cotées à Londres deviennent disponibles aussi à la Bourse de Paris, où elles sont négociées par les coulissiers. Cotée à partir de février, la plus grande est Randfontein, fondée en 1889 par Sir Joseph Robinson et Hermann Eckstein, capitalisée à 2 millions de sterling.
Il crée en 1895 la Compagnie française des mines d'or de l'Afrique du Sud (Cofrador), avec d'autres investisseurs, et la Banque Française d'Afrique du Sud, qui émet 400 000 actions de cent francs, soit un capital d'environ 2 millions de livres sterling, associé à Jacques Siegfried, qui est censée assumer les responsabilités de Julius Wernher pour l'exploration minière en grande profondeur. La banque joue un rôle décisif à la Bourse des mines d'or mais aussi dans la transformation de la "Société normande d’électricité", fondée en 1887-1888, en Compagnie générale d’électricité (CGE) .
Le 15 janvier 1907, avec le baron Rodolphe Hottinguer, président de la Banque ottomane, il commence d’importantes négociations pour un gros emprunt russe en France, alors qu'on parle déjà du pétrole russe, extrait autour de Bakou. Il se lie avec l'ambassadeur turc, afin de créer une "Société ottomane", qui permettrait d'impliquer plus de capitaux dans l'opération. Toujours implanté aussi à Saint-Pétersbourg, il est par ailleurs administrateur du Crédit mobilier français et de la Banque française pour le commerce et l'industrie, appelée aussi "la Banque Rouvier", du nom du ministre des finances depuis 1902, son ami Maurice Rouvier, ex-employé à la banque Zafiropoulo, spécialisée dans le commerce avec l'Orient.
Avec son neveu Jean de Gunzburg  (1884-1959), fils de Salomon David (mort en 1905), Jacques de Gunzbourg participe plus tard au projet de Compagnie générale de la télégraphie sans fil (CSF), ancêtre de Thomson CSF, société française créée en 1918 et pionnière des applications industrielles en électronique.
Il fut proche en affaires de Henri Bousquet.